# TMEM167B
TMEM167B (англ. Transmembrane protein 167B) – білок, який кодується однойменним геном, розташованим у людей на 1-й хромосомі. Довжина поліпептидного ланцюга білка становить 74 амінокислот, а молекулярна маса — 8 294.
| 10         |  | 20         |  | 30         |  | 40         |  | 50         |
| ---------- |  | ---------- |  | ---------- |  | ---------- |  | ---------- |
| MTNVYSLDGI |  | LVFGLLFVCT |  | CAYFKKVPRL |  | KTWLLSEKKG |  | VWGVFYKAAV |
| IGTRLHAAVA |  | IACVVMAFYV |  | LFIK       |  |            |  |            |

A: Аланін

C: Цистеїн

D: Аспарагінова кислота

E: Глутамінова кислота

F: Фенілаланін

G: Гліцин

H: Гістидин

I: Ізолейцин

K: Лізин

L: Лейцин

M: Метіонін

N: Аспарагін

P: Пролін

R: Аргінін

S: Серин

T: Треонін

V: Валін

W: Триптофан

Локалізований у мембрані, апараті гольджі.